# Francine Berman
Pour les articles homonymes, voir Berman.
Francine Berman (née le 7 février 1951 à Glendale en Californie) est une informaticienne américaine et une cheffe de file de la conservation de données numériques et de la cyber-infrastructure. En 2009, elle a été la première femme à recevoir le Prix Ken Kennedy (en) IEEE / ACM-CS pour « son leadership influent dans la conception, le développement et le déploiement de la cyberinfrastructure à l'échelle nationale, son travail inspirant en tant qu'enseignante et mentor et son service exemplaire la communauté de la haute performance ». En 2004, Business Week l'a appelée « la reine en titre du téraflop ». 
Francine Berman est l'ancienne directrice du San Diego Supercomputer Center (SDSC), présidente de la haute performance en informatique et ancien professeure d'informatique et d'ingénierie à l'université de Californie à San Diego (UCSD). Depuis 2009, elle est vice-présidente de la recherche et professeure d'informatique à l'Institut polytechnique Rensselaer (RPI). En 2011, Francine Berman a été nommée coprésidente du Conseil des académies nationales sur les données et informations de recherche (BRDI).

## Éducation
Francine Berman est née le 7 février 1951 à Glendale, en Californie. Elle est diplômée de l’Université de Californie à Los Angeles (UCLA) avec un baccalauréat en mathématiques (1973) et de l’Université de Washington avec une maîtrise et un doctorat en mathématiques (1976, 1979). Sa thèse de doctorat portait sur des modèles non standard de la logique dynamique propositionnelle, un domaine de l'informatique théorique. 

## Carrière
Francine Berman a commencé sa carrière professionnelle en tant que professeure adjointe au département d'informatique de l'université Purdue à Lafayette, dans l'Indiana. En 1984, elle quitte Purdue pour rejoindre le département d’informatique et d’ingénierie de l’UCSD en tant qu’assistante, puis professeure associée. En 2002, elle obtient la chaire en calcul haute performance à la Jacobs School of Engineering de l’UCSD 
En 1999, alors qu’elle travaillait à l’UCSD, Francine Berman fonda le Grid Computing Laboratory. La recherche dans le Grid Lab a ciblé des applications et des environnements logiciels dans des environnements parallèles, de calcul haute performance et en grille. Le laboratoire était connu pour son projet novateur « AppLeS », qui explorait le développement d'applications adaptatives pouvant s'auto-programmer en contexte dans des environnements distribués basés sur des projections de performances et de charges ambiantes.
En 2001, Francine Berman a été nommée directrice du San Diego Supercomputer Center (SDSC), Centre principal du partenariat national de la National Science Foundation (NPACI), et directrice du NPACI lui-même. Le NPACI était un consortium de plus de 40 institutions dont la mission était de développer une cyberinfrastructure à l'échelle nationale et de fournir des installations de superinformatique à la communauté de la recherche américaine.  En tant qu’institution chef de file, le SDSC a hébergé des installations nationales de superordinateurs et a largement collaboré au développement d’applications informatiques et de la cyberinfrastructure. Également en 2001, Francine Berman s'est associée à Dan Reed (en), directeur du Centre national des applications de superinformatique, pour lancer le TeraGrid (en), sponsorisé par la NSF.
De 2001 à 2009, Berman a été directrice de la SDSC et a dirigé une organisation regroupant plusieurs centaines de chercheurs, de scientifiques et de personnels des systèmes. Au cours de cette période, le SDSC a mis davantage l'accent sur la science, la gestion et la cyberinfrastructure de données, il a développé des collaborations avec de grands projets de cyberinfrastructure nationaux et internationaux et un partenariat innovant de gestion de données avec les bibliothèques UCSD. Sous la direction de Francine Berman, le SDSC était considéré comme « l'un des leaders, sinon le centre leader du pays, dans le traitement de grandes quantités de données ».  
En 2007, Francine Berman est devenue coprésidente du « Groupe de travail Blue Ribbon sur la préservation et l'accès numérique durable ». Soutenu par la National Science Foundation, la Bibliothèque du Congrès, la fondation Mellon, le Comité britannique des systèmes d’information, le Council on Library and Information Resources et d’autres organisations, le groupe de travail Blue Ribbon a été chargé de mener une enquête approfondie sur l’économie de accès numérique et conservation. Le groupe de travail Blue Ribbon a publié deux rapports : en 2008 et au début de 2010. Ces rapports ont évalué le paysage du soutien économique à l’information numérique, formulé une série de recommandations concernant l’élaboration de stratégies durables de préservation et d’accès, et suggéré un programme de recherche pour faire avancer les travaux. Les rapports du Groupe de travail ont été téléchargés plus de 120 000 fois sur son site Web. 
En 2009, Francine Berman est nommée vice-présidente de la recherche à l'Institut polytechnique Rensselaer (2009-2012). En 2012, elle devient responsable américaine de la Research Data Alliance (RDA) et professeure émérite en informatique Edward P. Hamilton à l'Institut polytechnique Rensselaer.

## Récompenses et honneurs
En 2009, Francine Berman a été honorée en tant que première titulaire du prix Ken Kennedy IEEE / ACM-CS. Elle a également été élue membre de l'Association for Computing Machinery (2009), membre de l'Institute of Electrical and Electronics Engineers (2011) et présidente en 2013 de la section Information, informatique et communication (section T) de l'Association américaine pour l'avancement des sciences (AAAS). En 2011, elle a été nommée coprésidente du Conseil des académies nationales sur les données et informations de recherche. Francine Berman a été désignée « pionnière de la préservation numérique » par la Bibliothèque du Congrès et a été conférencière émérite de l'ACM en 2009. Elle est l'auteure de plus de 100 articles de journaux, communications de conférences, chapitres de livres et autres publications. Elle est la co-éditrice de Grid Computing: Faire de l'infrastructure mondiale une réalité avec Tony Hey et Geoffrey Fox. 

## Engagement
Tout au long de sa carrière, Francine Berman a participé aux efforts nationaux visant à recruter, fidéliser et faire progresser les femmes dans les domaines des sciences, des technologies, de l'ingénierie et des mathématiques (STEM), et en particulier de l'informatique. Membre fondatrice du Comité sur la condition de la femme, de la Computing Research Association (CRA-W), elle a été coprésidente du CRA-W de 1993 à 1996. Francine Berman a rejoint le conseil d'administration de l'Institut Anita Borg en 2007 et occupe actuellement le poste de vice-présidente du conseil. Elle a été conférencière principale lors de la célébration des femmes en informatique de Grace Hopper et intervient fréquemment au sujet de la préservation des données et de la cyberinfrastructure, des femmes dans les domaines de la science et de la technologie et d'autres sujets. 

## Crédits d'auteur
- (en) Cet article est partiellement ou en totalité issu de l’article de Wikipédia en anglais intitulé « Francine Berman » (voir la liste des auteurs).